# Joseph Lawson Hodges
Joseph Lawson Hodges Jr. (* 10. April 1922 in Shreveport; † 1. März 2000 in Berkeley) war ein US-amerikanischer mathematischer Statistiker.
Hodges wuchs in Phoenix in Arizona auf und studierte ab 1938 an der University of California, Berkeley, mit dem Bachelor-Abschluss 1942. Im Zweiten Weltkrieg war er wie sein Freund Erich Leo Lehmann als Operationsanalytiker bei der U.S. Air Force in Guam und nach dem Krieg noch ein Jahr in Washington D. C. (wo er 1947 heiratete) bevor er nach Berkeley zurückkehrte und dort 1949 bei Jerzy Neyman promoviert wurde (I. Initial Sample Size in the Stein Procedure. II. Stringency in Acceptance Sampling. Studies in optimum Statistical Procedures). Er blieb in Berkeley und wurde dort Professor. 1991 wurde er emeritiert.
1951/52 war er in Chicago und 1956/57 zu einem Sabbatjahr in Schweden.
Nach ihm und Erich Lehmann ist der Hodges-Lehmann-Schätzer und der Hodges Bivariate Sign Test benannt. Er gab 1951 erste Beispiele supereffizienter Schätzer (nach ihm und teilweise nach Lucien Le Cam benannt).
Er war 1961 bis 1964 Herausgeber der Annals of Mathematical Statistics.

## Schriften
- A Bivariate Sign Test, Annals of Mathematical Statistics, Band 26, 1955, S. 523–527
- mit E. L. Lehmann: Basic Concepts of Probability and Statistics, Holden-Day 1964
- mit E. L. Lehmann: Elements of Finite Probability, Holden-Day 1965
- mit Krech, Crutchfield: Stat Lab, an empirical approach, 1975
- mit E. L. Lehmann: The efficiency of some nonparametric competitors of the t-test, in Annals of Mathematical Statistics, Band 27, 1956, S. 324–335.
- mit E. L. Lehmann: Estimation of location based on ranks, in Annals of Mathematical Statistics, Band 34, 1963, S. 598–611.